# Kvirre och Hoppsan
Kvirre och Hoppsan är författaren Ester Ringnér-Lundgrens debutbok och är en barnbok som handlar om trollen Kvirre och Hoppsan. Boken kom ut 1951 och blev den första i en rad av 21 titlar.

## Handling
Till en början är den flitige och ordentlige Kvirre och den slarvige och bohemiske Hoppsan inte alls vänner - deras olika läggningar får dem till och med att råka i slagsmål med varandra - men när de båda bestämmer sig för att vidga sina vyer och resa till Storstaden blir de ändå vänner, och bosätter sig tillsammans i en övergiven telefonhytt i hamnkvarteren. I staden upplever de många äventyr och träffar en ny vän; Frallis, ett troll som uppträtt på cirkus, men som nu längtar till livet i skogen - och när trollen till slut tröttnat på stadslivet och återvänder till skogen gifter sig Frallis med Kvirres syster Kvirrelitta...